# Erik Axelsson
Erik Axelsson, född 27 juni 1980 i Borlänge, är en svensk handbollstränare och tidigare handbollsspelare (mittsexa).

## Karriär
Erik Axelsson började spela handboll i Borlänge HK men bytte 2004 klubb till LIF Lindesberg. Han var med om att spela Lindesberg till Elitserien. Axelsson kom till IFK Skövde 2006 från LIF Lindesberg. Han gjorde 76 matcher och 317 mål för västgötaklubben under tre säsonger. Efter säsongsslut 2008-2009 valde Axelsson spel i utlandet i andraligan i Tyskland och spel för SV Post Schwerin under en säsong. Han återvände sedan till LIF Lindesberg 2010 och spelade där till 2012. 2012 återvände han till moderklubben i Borlänge. Där blev han spelande tränare och 2017 fick han ett kontrakt som tränare med LIF Lindesberg.  Några månader senare lämnade Axelsson tränarjobbet i LIF Lindesberg.
Tog guld i Trim-SM (2024) med Cafe Lillian HF.

## Klubbar
- Borlänge HK (–2004)
- LIF Lindesberg (2004–2006)
- IFK Skövde (2006–2009)
- SV Post Schwerin (2009–2010)[2]
- LIF Lindesberg (2010–2012)[3]
- Borlänge HK (2012–2017, även spelande tränare)
- LIF Lindesberg (2017–2018, tränare)[4]
- AIK Handboll (2020-2021, tränare)[5]